# Collegium Polonicum

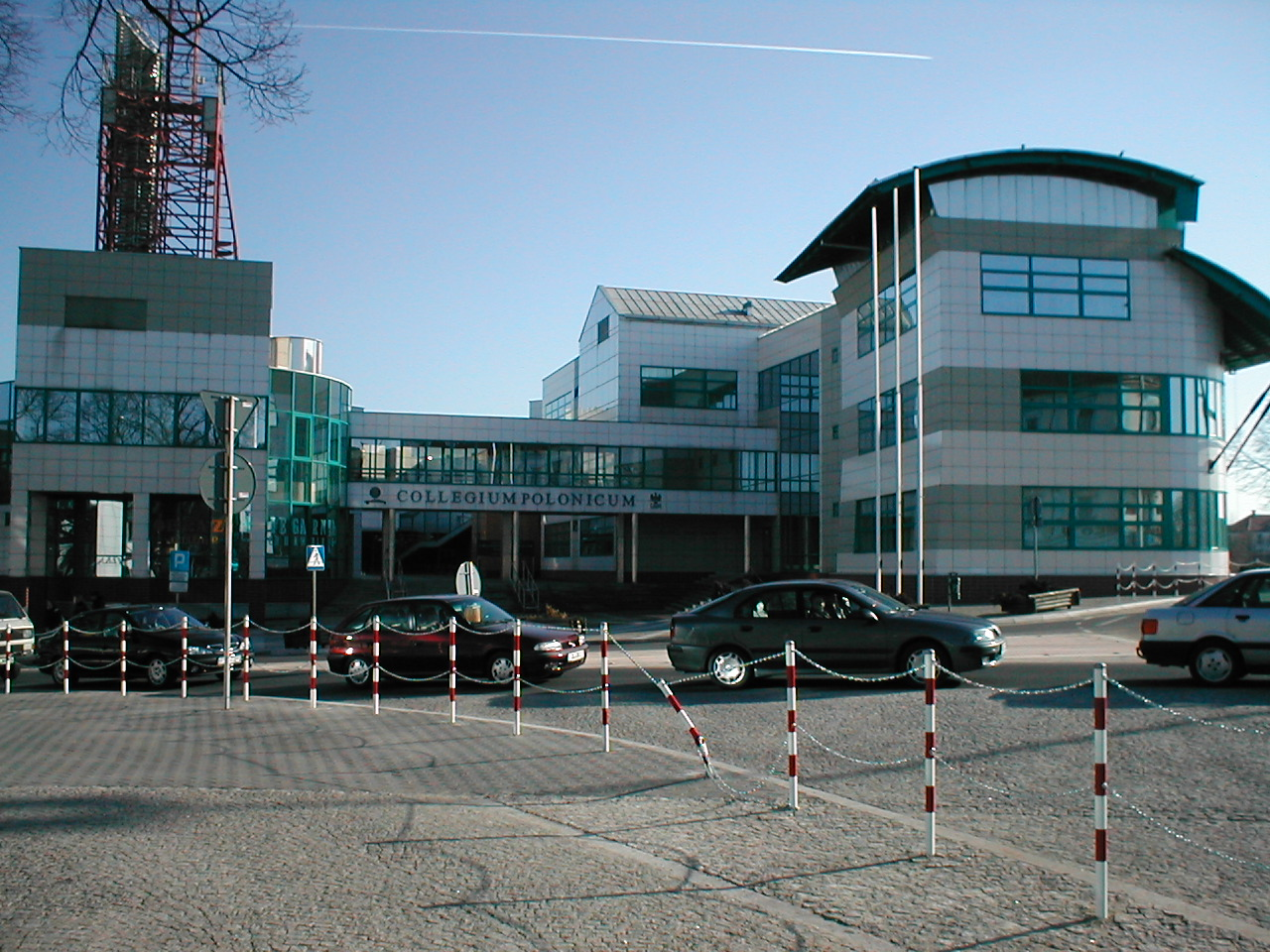
Collegium Polonicum

Het Collegium Polonicum in het Poolse Słubice is een gemeenschappelijke internationale onderwijs- en onderzoeksinstelling van de Europese universiteit Europa-Universität Viadrina in Frankfurt (Oder) en de  universiteit van Poznań. De onderwijsinstelling is in 1998 geopend. In de moderne bibliotheek is het archief van Karl Dedecius, vertaler van Poolse lyriek,  ondergebracht.
De huidige directeur van het Collegium Polonicym is Krzysztof Wojciechowski.
Met de bouw van het gebouw is in april 1996 begonnen. 